# توری موتوتادا

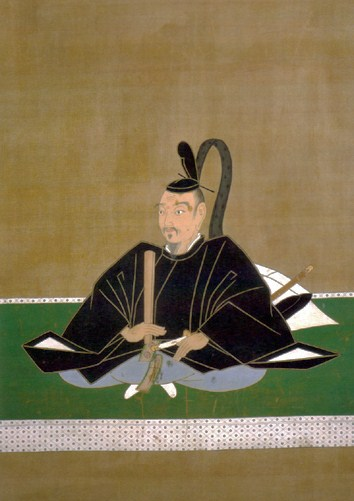
توری موتوتادا

توری موتوتادا (به ژاپنی: 鳥居 元忠 Torii Mototada) (۱۵۳۹ – ۸ سپتامبر، ۱۶۰۰) یک سامورایی در اواخر دوره سنگوکو دوره آزوچی–مومویاما بود که به توکوگاوا ایه‌یاسو خدمت می‌کرد. پدر او توری تادایوشی بود. هنگامی که هنوز کودک بود در زمان گروگانی ایه‌یاسو در خاندان ایماگاوا برای خدمت به او به قلعه سونپو رفت. او در پی محاصره فوشیمی و سقوط قلعه توسط ارتش ایشیدا میتسوناری هاراکیری کرد. امتناع موتوتادا از تسلیم و مقاومت او در برابر میتسوناری تأثیر بزرگی در نبرد سکیگاهارا و تاریخ ژاپن برجا گذاشت.

## سقوط قلعه فوشیمی
در بهار سال ۱۶۰۰ ایه‌یاسو آگاه شد که اوئسوگی کاگه‌کاتسو یکی از اعضای شورای حکومتی به قلمروی خود در شمال ژاپن برگشته و در حال تدارک نظامی و جمع‌آوری سامورایی‌هاست. او از اوئسوگی کاگه‌کاتسو خواست که جهت توضیح به نزد او بیاید اما کاگه‌کاتسو به امر او اعتنایی نکرد. این برای ایه‌یاسو به معنای اعلام جنگ بود. در ژوئن ۱۶۰۰ ایه‌یاسو و نیروهایش برای جنگ با خاندان اوئسوگی به سمت آیزو حرکت کردند.
ایه‌یاسو که قبل از حرکت پیش‌بینی حمله از طرف میتسوناری به محل اقامت خود را کرده بود، دوست دوران کودکی خود توری موتوتادا را به همراه ۱۸۰۰ نفر سرباز جهت دفاع در قلعه فوشیمی باقی گذاشت. پس از حرکت، ایه‌یاسو چون این عده سرباز را برای دفاع کافی نمی‌دید، از رهبر خاندان شیمازو، شیمازو یوشی‌هیرو خواست که به توری موتوتادا بپیوندد و از قلعه فوشیمی دفاع کند. شیمازو یوشی‌هیرو به همراه ۱۰۰۰ سرباز خود را به قلعه رساند اما به علت اینکه توری موتوتادا پیغامی از خود ایه‌یاسو دربارهٔ این نیروی کمکی دریافت نکرده بود، درهای قلعه را بر روی او و سپاهش باز نکرد. شیمازو یوشی‌هیرو که این رفتار را نسبت به خود توهین‌آمیز تلقی کرده بود، پس از آن تغییر موضع داده و به نیروهای سپاه غربی ملحق شد.
میتسوناری در حبس خانگی بود که اطلاع یافت ایه‌یاسو رهسپار جنگ شده‌است. او غیبت ایه‌یاسو را بهترین فرصت برای تجهیز قوا برای حمله به او یافت و به سرعت با دایمیوهای متحدش تماس گرفت و از آن‌ها درخواست که از او پیروی کنند. در روز ۱۷ ژوئیه میتسوناری نخست توانست اوساکا و قلعه اوساکا را تسخیر کند. پس از آن فرمانده نیروهای متحد سپاه غربی، موری تروموتو از توری موتوتادا خواست که قلعه فوشیمی را به او تحویل دهد. موتوتادا نیز با کشتن قاصدِ تروموتو به او جواب منفی داد. قلعه پس از آن توسط ۴۰ هزار نفر سپاهیان نیروهای غربی که توسط کوبایاکاوا هیده‌آکی، موری هیده‌موتو، ناتسوکا ماساایه، کیکاوا هیروایه، کونیشی یوکیناگا، چوسوکابه موریچیکا، نابه‌شیما کاتسوشیگه و اوتانی یوشیتسوگو هدایت و فرماندهی می‌شدند، محاصره شد. با اینکه انتظار می‌رفت قلعه با این تعداد محاصره‌کننده به‌سرعت سقوط کند، موتوتادا بیش از ۱۰ روز توانست قلعه را از سقوط نجات دهد تا اینکه یکی از مدافعان قلعه که خانواده‌اش شناسایی و به اسارت گرفته شده بودند تهدید به این شد که اگر با سپاه غربی همکاری نکند تمام خانواده‌اش کشته خواهند شد. قلعه به دست این شخص از داخل به آتش کشیده شد و بخاطر آشوبی که درون قلعه در هنگام آتش‌سوزی درافتاد سپاهیان غربی به درون قلعه راه پیدا کردند و سرانجام توری موتوتادا در روز اول ماه اوت در هنگام نبرد کشته شد و نیروهای ایشیدا میتسوناری قلعه فوشیمی را تسخیر کردند. مقاومت موتوتادا و معطل نگه داشتن سپاه غربی تأثیر بسیاری در پیروزی ایه‌یاسو در نبرد سکیگاهارا داشت زیرا از یک طرف باعث برهم ریختن نقشه‌ها و برنامه‌ریزی‌های سپاه غربی شد و از طرف دیگر این فرصت را برای ایه‌یاسو به وجود آورد تا بر روی برخی از فرماندهان سپاه غربی نفوذ پیدا کرده و آن‌ها را به سمت خود بکشد.